# استونند
استونند یا استانند به لاتین (Estounend) روستایی در دهستان نه بخش مرکزی شهرستان نهبندان استان خراسان جنوبی ایران است. بر پایه سرشماری عمومی نفوس و مسکن در سال ۱۳۹۰ جمعیت این روستا ۱۳۵ نفر (در ۴۷ خانوار) بوده است. و در سال ۱۳۹۵ به ۷۶ نفر کاهش یافته و همچنان روند کاهشی آن ادامه دارد .
تمامی جمعیت جوان این روستا مهاجرت کردند و مردمش  اهالی قدیمی روستا هستند 

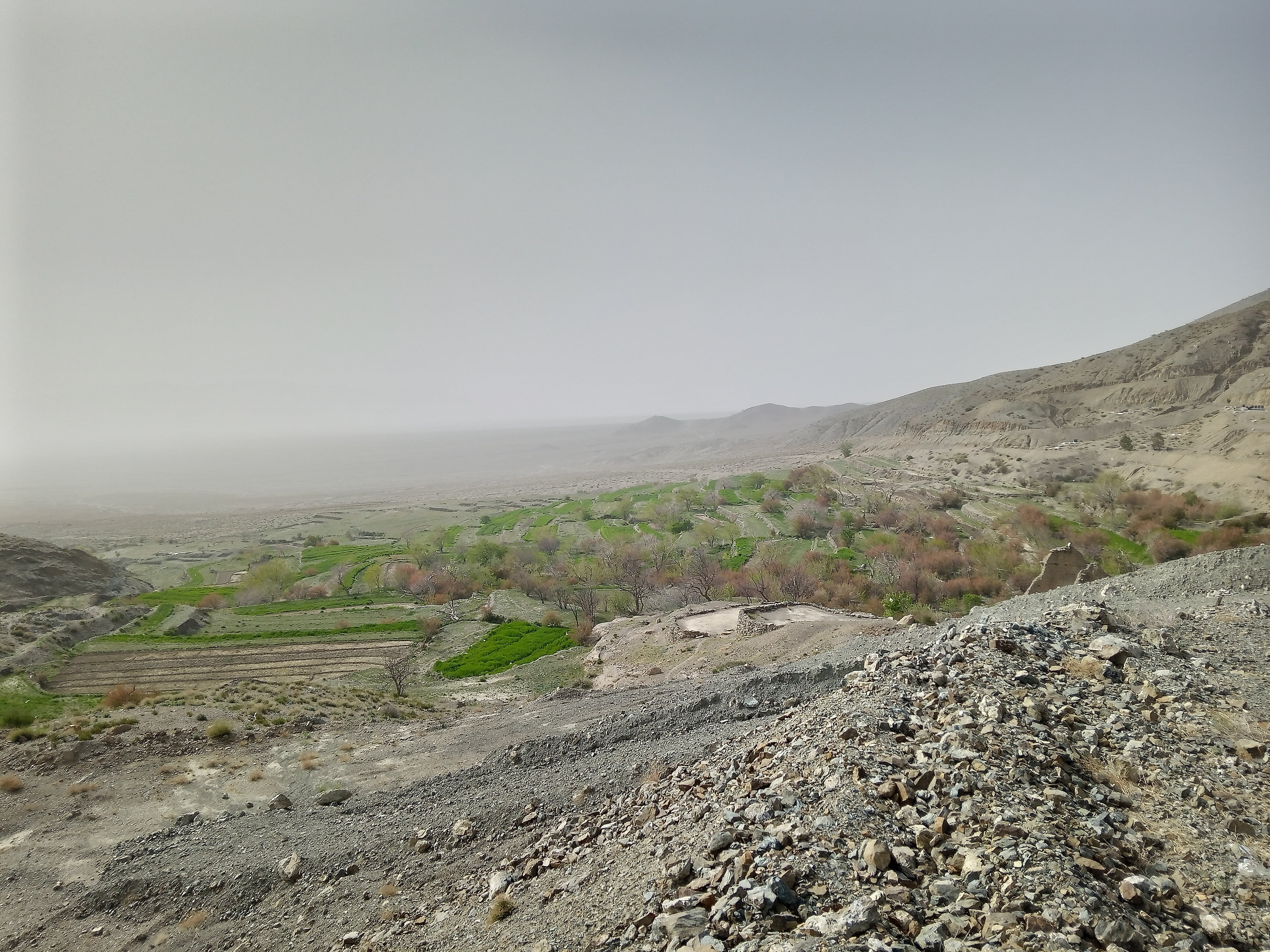
کلاته

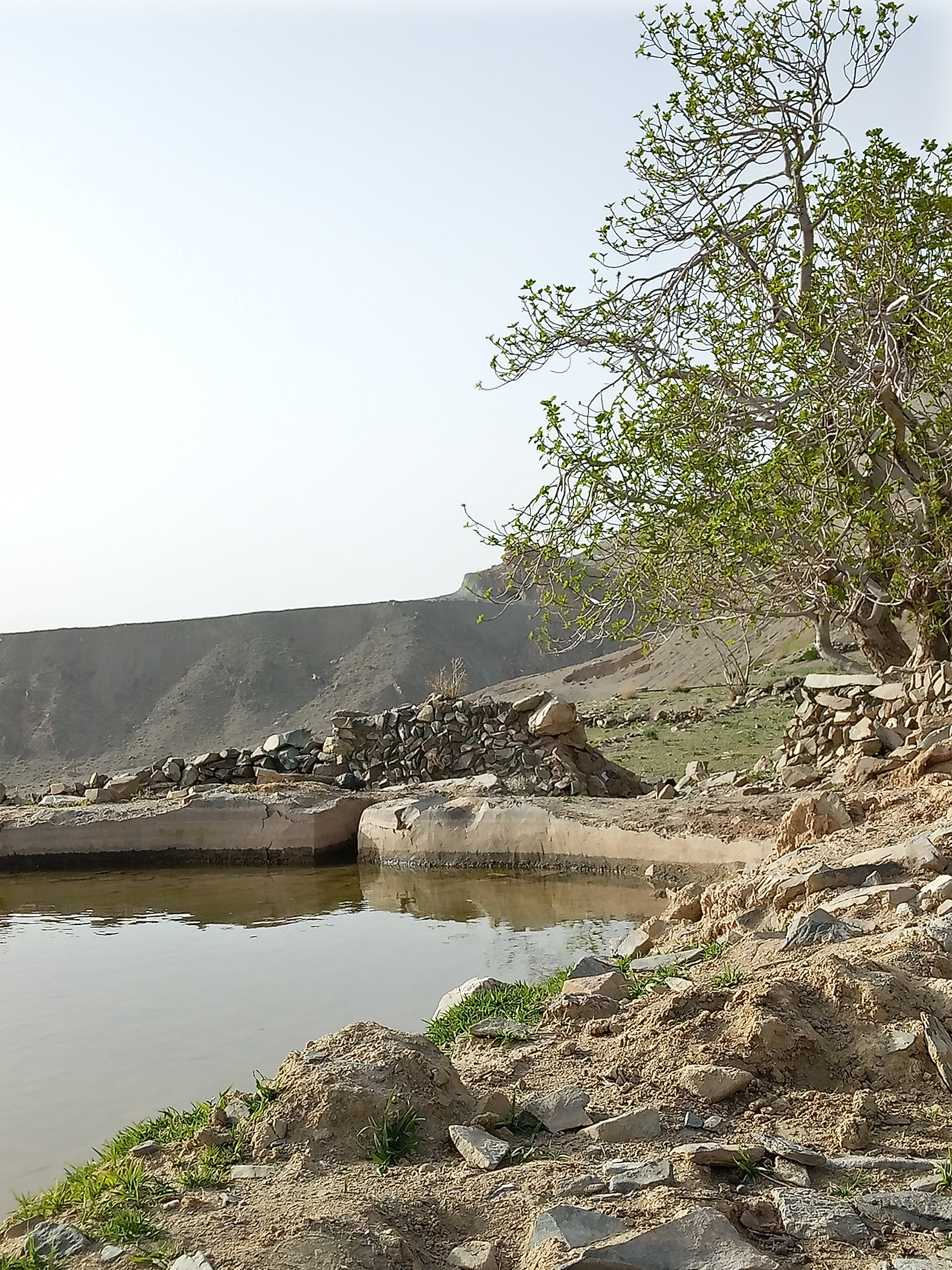

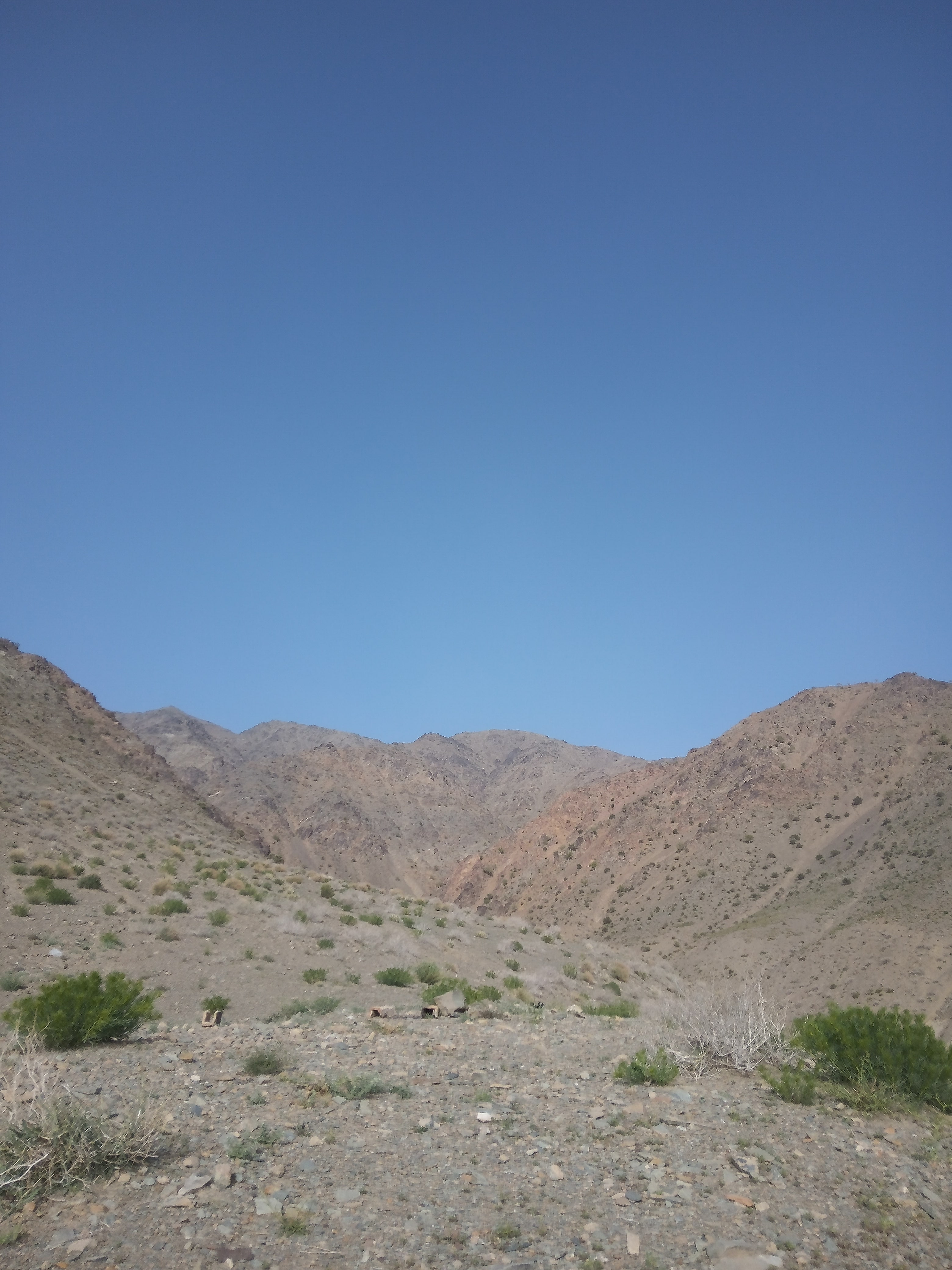
کوه های خراسان جنوبی

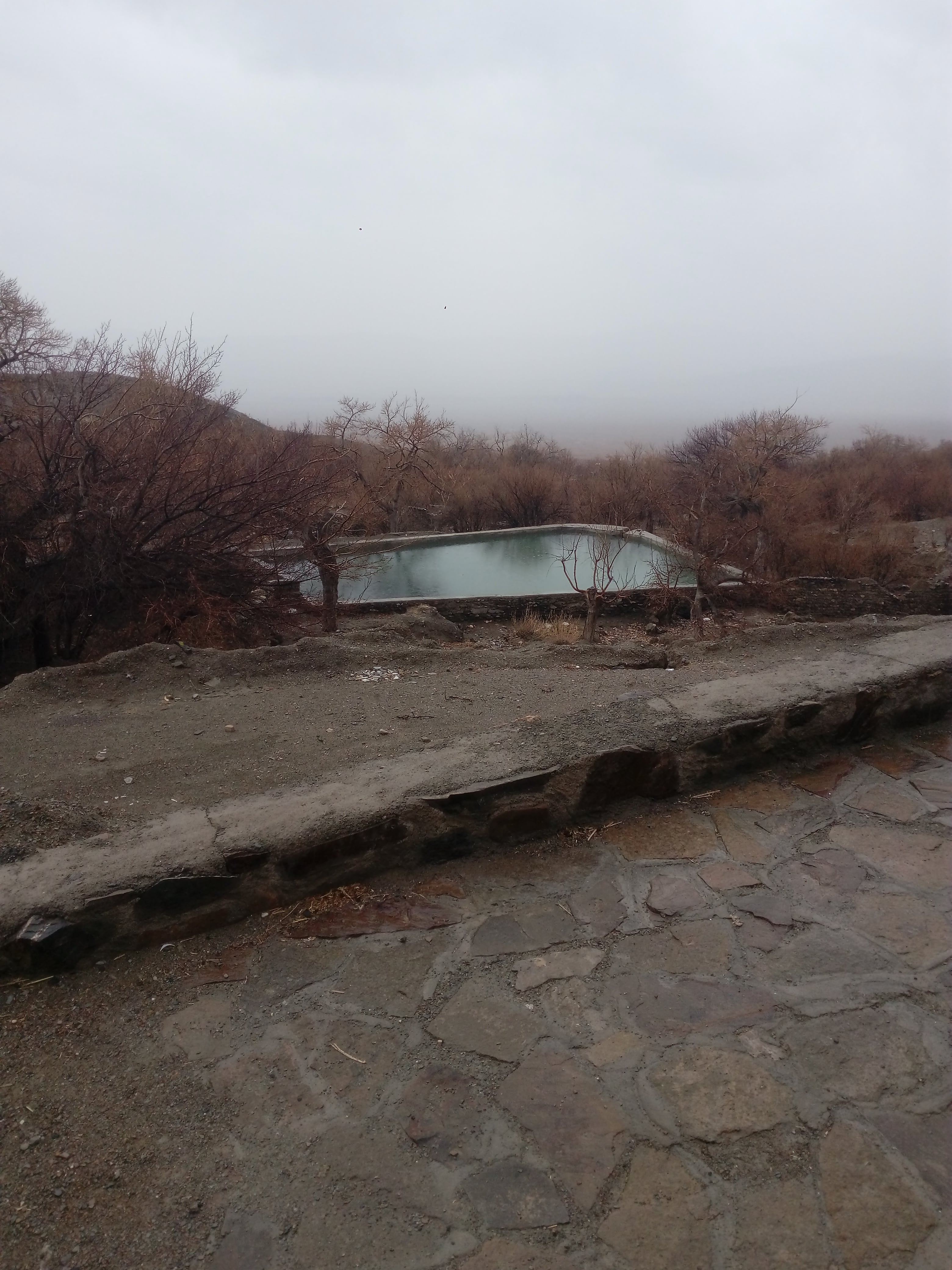
مبع آب باغ

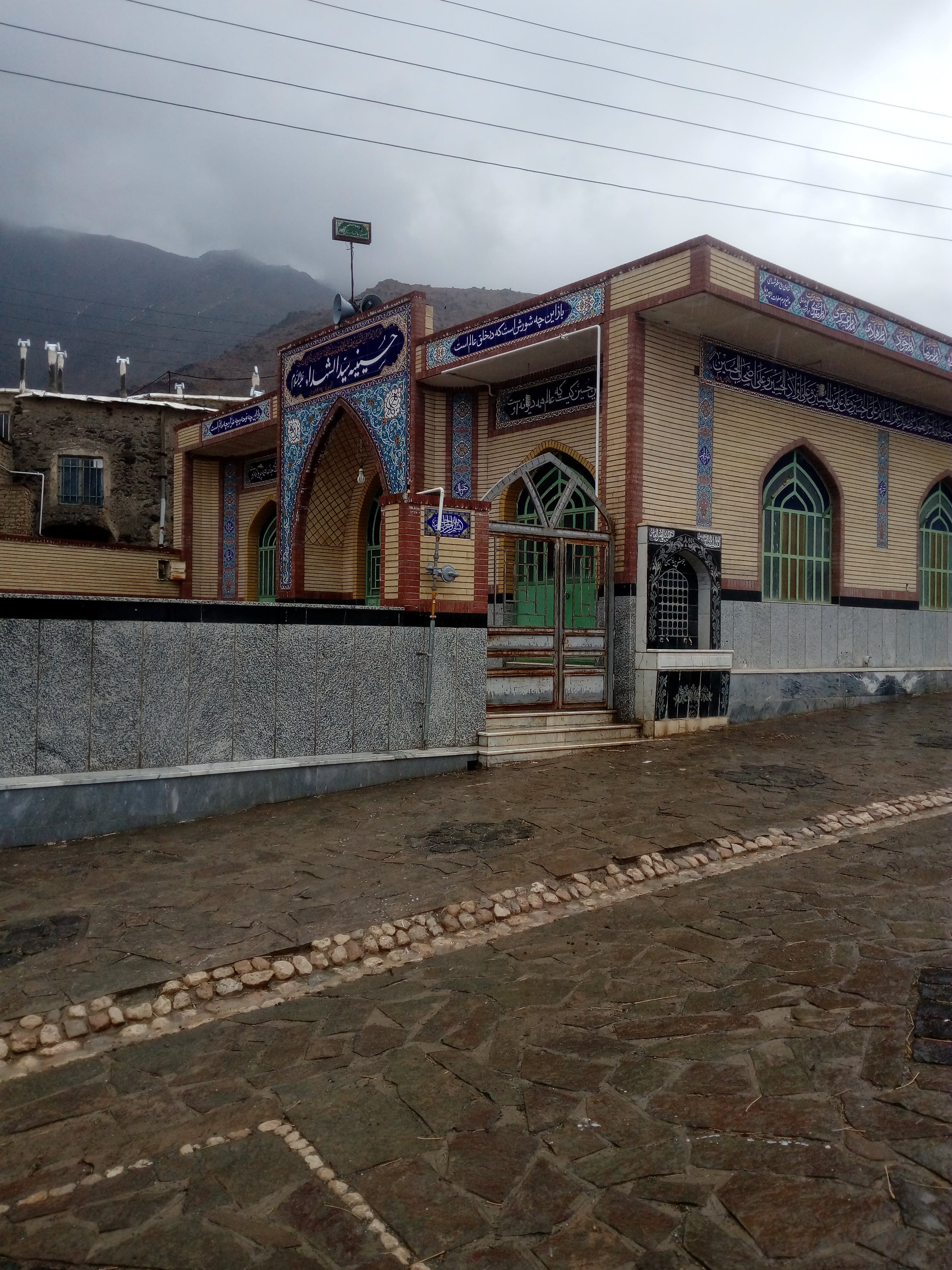
حسینیه

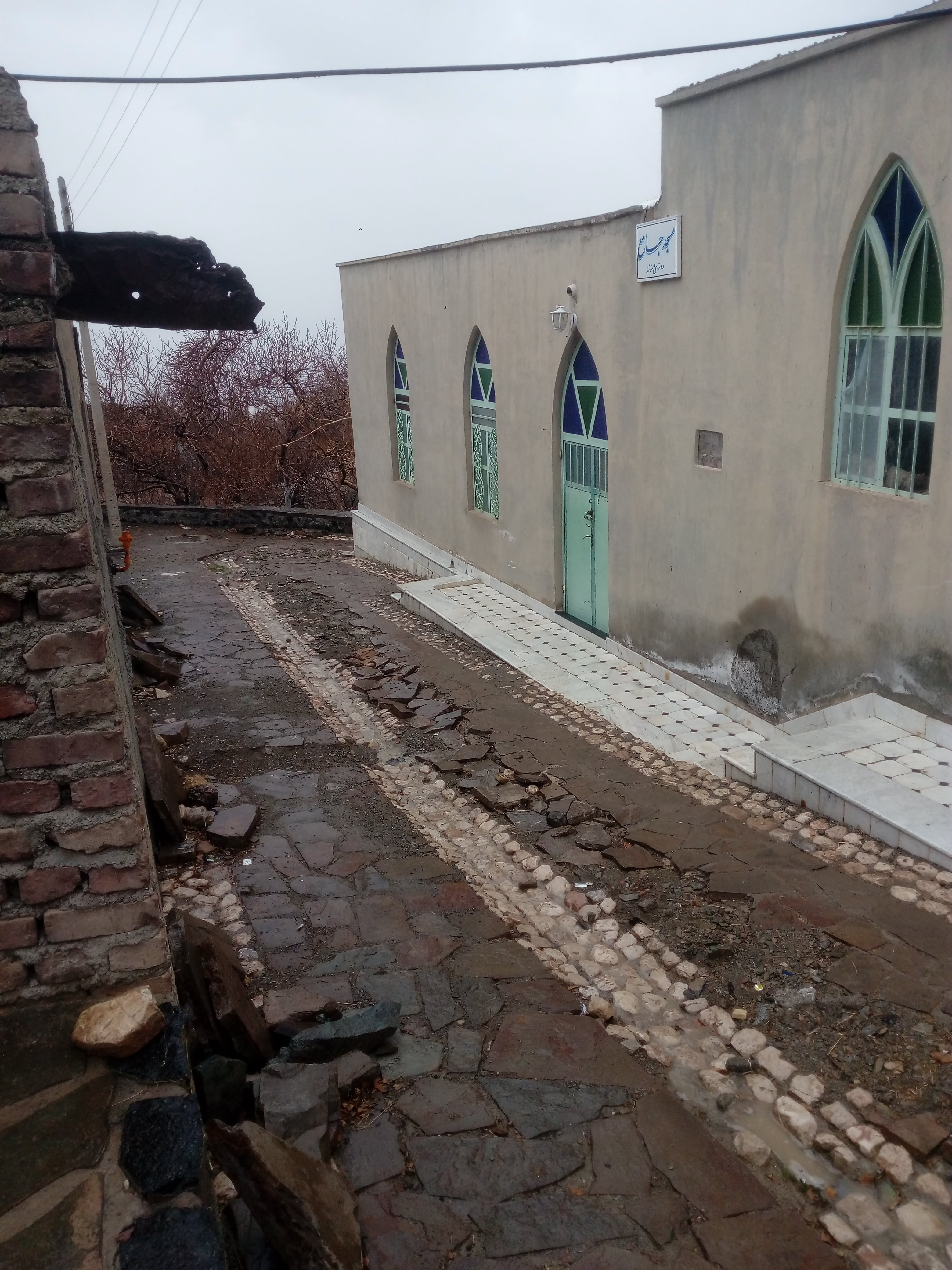
مسجد جامع

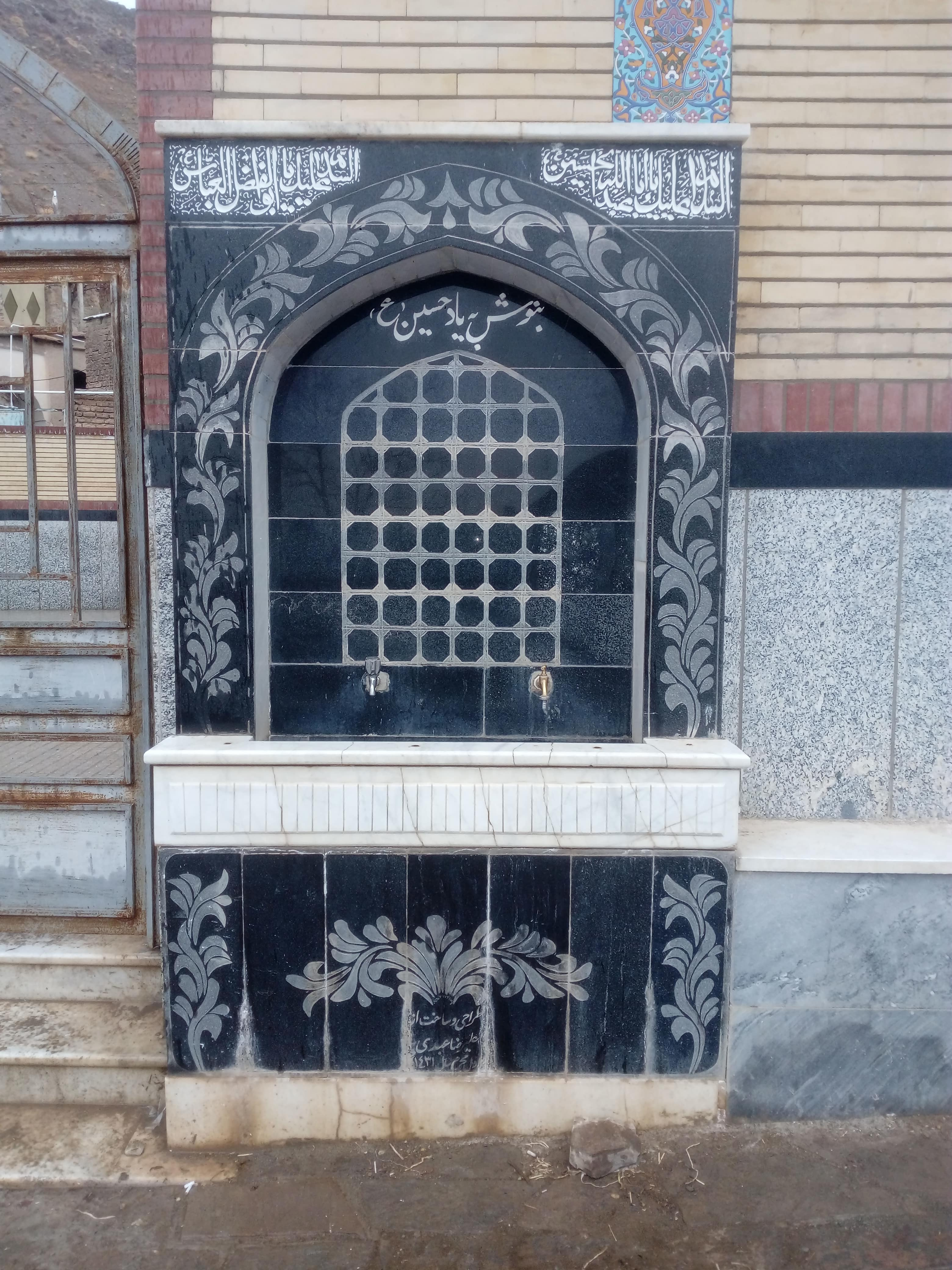
ابسرد کن حسینیه